# Административное право
Администрати́вное пра́во — отрасль права, регулирующая общественные отношения в сфере управленческой деятельности государственных органов и должностных лиц по исполнению общественных функций государства и муниципальных образований.
Административное право как наука — это составная часть юридической науки, определяемая как система государственно-управленческих, административных взглядов, идей, представлений о законах, регламентирующих отношения в области государственного управления, о его социальной обусловленности и эффективности, о закономерностях, реформировании и тенденциях развития административного законодательства, о принципах административного права, об истории и перспективах развития.
В дореволюционной России эта отрасль права была объединена с таможенным правом, налоговым правом, экологическим правом, медицинским правом, образовательным правом в единую отрасль публичного права, именуемую полицейским правом, основным источником которого, в отличие от административного права СССР и государств СНГ, был правовой обычай, подобно международному праву. Полицейское право — наука о всей совокупности учреждений и мер, способствующих предупреждению опасности, охранению и поддержанию порядка и народного благосостояния. Полицейское право предусматривало, в том числе, основанное на необходимости защиты общественной безопасности, благосостояния, здоровья граждан или общественной морали ограничение права собственника государством без выплаты компенсации. Как отмечал В. Ф. Дерюжинский, «полицейское право принадлежит к кругу наук о государстве и предметом своим имеет изучение так называемого внутреннего управления».

## Характеристика
Административное право есть совокупность правовых норм, посредством которых осуществляется публичное управление в государстве, общине и объединении и при помощи которых регулируется социальное право всех находящихся в государстве политических общностей.
Административное право существует в «двух „данностях“ — в сфере государственного управления и в сфере общественного (полицейского) порядка», «связь этих двух частей административного права, несмотря на автономный характер каждой, органична и несомненна: управленческое право регламентирует государственно-управленческие отношения, полицейское право — их особую разновидность: отношения в сфере общественного порядка или полицейские отношения».

## Классификация отношений
Административно-правовые отношения могут быть классифицированы по различным основаниям.
По юридическому характеру: · материальные · процессуальные.
- К материальным административно-правовым отношениям относятся общественные отношения, возникающие в сфере управления, регулируемые материальными нормами административного права.
- К процессуальным административно-правовым отношениям относятся общественные отношения, которые складываются в сфере управления в связи с разрешением индивидуально-конкретных дел и регулируются административно-процессуальными нормами.

По соотношению прав и обязанностей участников: · вертикальные · горизонтальные.
- Отношения, в которых один из участников подчинен другому, — вертикальные правоотношения. Характерным для вертикальных административно-правовых отношений является то, что они возникают на основе одностороннего волеизъявления, исходящего от наделенного полномочиями органа или должностного лица. Вертикальное административно-правовое отношение может возникнуть помимо, или даже вопреки воле другого субъекта правоотношения. Налицо неравенство сторон в юридическом смысле. Вертикальные отношения наиболее типичны для административного права.
- Отношения, в рамках которых участники юридически и фактически равноправны, — горизонтальные правоотношения. Такие отношения складываются между не соподчиненными членами государственного управления, предприятиями, учреждениями, объединениями, служащими. Горизонтальные административно-правовые отношения могут возникать также между органами государственного управления и их должностными лицами и гражданами. Такие отношения возникают в связи с реализацией гражданами прав в сфере управления. Горизонтальные отношения не очень характерны для сферы государственного управления.

По характеру юридических фактов: · порожденные правомерными фактами · порожденные неправомерными фактами. Последние именуются административными правонарушениями.

## Используемые методы
1. Предписание: установление определённого порядка действий — предписание к действию в соответствующих условиях и надлежащим образом, предусмотренным этой административно-правовой нормой. Несоблюдение такого порядка не влечет за собой юридические последствия, на достижение которых ориентирует норма;
2. Запрет: запрещение определённых действий под страхом применения соответствующих юридических средств воздействия (например, дисциплинарной или административной ответственности). Так, запрещено направлять жалобы граждан на рассмотрение тем должностным лицам, чьи действия являются предметом жалобы; виновные должностные лица несут за нарушение этого запрета дисциплинарную ответственность;
3. Дозволение: предоставление возможности выбора одного из вариантов должного поведения, предусмотренных административно-правовой нормой. Как правило, этот метод рассчитан на регулирование поведения должностных лиц, причем последние не вправе уклоняться от такого выбора. Это «жесткий» вариант дозволения, дающий возможность проявления самостоятельности при решении, например, вопроса о применении к лицу, совершившему административное правонарушение, той или иной меры административного воздействия (наказания) либо освобождения его от ответственности.

Дозволение также выражается в предоставлении возможности действовать (или не действовать) по своему усмотрению, то есть совершать либо не совершать предусмотренные административно-правовой нормой действия в определённых ею условиях. Как правило, это имеет место при реализации субъективных прав. Например, гражданин сам решает вопрос, нужно ли обжаловать действия должностного лица, которые он оценивает как противоправные. Это «мягкий» вариант дозволения. В связи с этим надо подчеркнуть, что фактически дозволительные варианты управляющего воздействия обладают всеми чертами официального разрешения на совершение определённых действий.

## Функции
1. Правоисполнительная функция, предопределяемая тем, что административное право есть юридическая форма реализации исполнительной власти.
2. Правотворческая функция, являющаяся выражением наделения субъектов исполнительной власти полномочиями по административному нормотворчеству.
3. Организационная функция, проистекающая из организационного характера государственно-управленческой деятельности, который постоянно «поддерживается» нормами административного права.
4. Координационная функция, имеющая своей целью обеспечение разумного и эффективного взаимодействия всех элементов регулируемой административным правом сферы государственного управления.
5. Правоохранительная функция, обеспечивающая как соблюдение установленного в сфере государственного управления правового режима, так и защиту законных прав и интересов всех участников регулируемых управленческих отношений.

Административное право, выполняя свои функции, руководствуется основными принципами, общими с теми, на базе которых происходит реализация исполнительной власти. При этом основополагающее значение имеют те из них, которые закреплены в Конституции РФ.

### Система источников административного права[7]
На федеральном уровне:
1. Общепризнанные принципы и нормы международного права, международные договоры РФ
2. Конституция РФ
3. Законы РФ о поправках к Конституции РФ
4. Постановления Конституционного Суда РФ
5. Федеральные конституционные законы
6. Федеральные законы, включая законы РСФСР и РФ, кодексы РФ и основы законодательства РФ
7. Нормативные указы Президента РФ
8. Нормативные правовые акты палат Федерального Собрания РФ
9. Нормативные постановления Правительства РФ
10. Нормативные правовые акты федеральных органов исполнительной власти (постановления, приказы, распоряжения, правила, инструкции и положения)[8]
11. Нормативные правовые акты некоторых федеральных государственных органов с особым статусом (например, указания Центрального банка РФ, приказы Генеральной прокуратуры РФ)

На региональном уровне:
1. Конституции (уставы) субъектов РФ
2. Постановления конституционных (уставных) судов субъектов РФ
3. Законы субъектов РФ
4. Нормативные правовые акты высших должностных лиц (глав) субъектов РФ
5. Нормативные правовые акты законодательных (представительных) органов государственной власти субъектов РФ
6. Нормативные правовые акты высших (коллегиальных) исполнительных органов государственной власти субъектов РФ
7. Нормативные правовые акты органов исполнительной власти субъектов РФ отраслевой и функциональной компетенции

На муниципальном (местном) уровне:
1. Уставы муниципальных образований
2. Нормативные правовые акты представительных органов муниципальных образований
3. Нормативные правовые акты глав муниципальных образований
4. Нормативные правовые акты местных администраций
5. Нормативные правовые акты исполнительно-распорядительных органов местного самоуправления отраслевой и функциональной компетенции

## Система
Система административного права — это его внутреннее строение, которое выражается в единстве и согласованности административных норм, но вместе с тем разделением административного права на отдельные правовые институты.

### Система административного права как отрасли права
- Общая часть
  - Предмет
  - Формы и методы
  - Субъекты административного права
  - Ответственность по административному праву
  - Административный процесс
- Особенная часть
  - Экономическая сфера
  - Социально-культурная сфера
  - Административно-политическая сфера
  - Межотраслевая

В наши дни существует идея кодификации административного права, куда вошли бы следующие разделы:
1. Общая часть
  1. Основные начала административного законодательства
  2. Участники административных правоотношений: граждане (граждане РФ, иностранные граждане), негосударственные (неправительственные) организации (общественные объединения, религиозные объединения, политические партии), федеральные органы исполнительной власти (правительство, министерства, ведомства)
  3. Государственная служба (гражданская, военная, дипломатическая, силовая)
  4. Акты государственной администрации
2. Особенная часть. Исполнительно-распорядительная деятельность органов государственной администрации
  1. Подчинённых Президенту
    1. Оборона
    2. Государственная безопасность
    3. Внутренние дела
    4. Иностранные дела
    5. Гражданская оборона и чрезвычайные ситуации
    6. Юстиция

  2. Подчинённых Правительству
    1. Экономика
    2. Финансы
    3. Здравоохранение
    4. Образование
    5. Транспорт
    6. Связь и информация
    7. Культура, спорт, туризм
    8. Социальная сфера

  3. Прочей подчинённости
    1. Счётная палата
    2. ЦБ
3. Специальная часть. Административная ответственность (нормы из КоАП РФ).

Однако, по мнению доцента кафедры государственного и административного права юридического факультета СПбГУ М. Н. Кудилинского, воплощение этой идеи представляется достаточно сложным ввиду «мобильности» самого предмета административного права, разнородности (неуниверсальности) управленческих процедур, а также в силу федеративной природы Российской Федерации (административное право согласно Конституции РФ является предметом совместного ведения субъектов РФ и федерации; следовательно, обеспечить единое кодифицированное регулирование не представляется возможным).

## Административное право различных государств
- Административно-правовые нормы Беларуси имеют свою внешнюю форму выражения. Эта форма получила название «источники административно-правовых норм». Административно-правовые нормы практически находятся (выражаются) в юридических актах. Подобные акты могут издавать различные органы государственной власти. Разумеется, речь идет не о всех актах, издаваемых этими органами, а лишь о тех, которые являются нормативными и содержат нормы административного права. К числу источников административно-правовых норм относятся: Конституция; Законы[9]; нормативные акты Президента Республики Беларусь и Администрации Президента; нормативные постановления Совета Министров Республики Беларусь; нормативные акты местных исполнительных и распорядительных органов; нормативные акты республиканских органов; межгосударственные соглашения; нормативные акты руководителей государственных объединений, предприятий, учреждений.
- Административное право Канады — вторая отрасль публичного права Канады. Государство определяет права и обязанности администрации и оставляет за собой специальные полномочия, необходимые для охраны общественных интересов. Эта отрасль публичного права затрагивает ряд сфер, в том числе связь, транспорт, строительство, обеспечение жильём, школьное образование, энергетику, страхование, труд и т. д.
- Административное право Украины — однородная, обособленная в системе юриспруденции правовая материя, которая характеризуется как: 1) отрасль права, 2) наука, 3) учебная дисциплина[10]. Административно-правовые отношения имеют структуру, которая характеризуется взаимосвязанностью всех её составляющих компонентов. К ним относят субъекты и объекты, юридические факты и содержание административно-правовых отношений[11].